# Giuseppe Gerbino
Giuseppe Gerbino (Santo Stefano di Camastra, 25 ottobre 1925 – Roma, 28 dicembre 1995) è stato un politico italiano.

## Biografia
Già professore di lettere alle scuole superiori, fu a lungo sindaco di Santo Stefano di Camastra, nel Messinese, oltre che militante in organizzazioni ecclesiali e sociali del laicato cattolico. Sempre per la Democrazia Cristiana, fu eletto deputato nella circoscrizione della Sicilia orientale nel 1958; trasferitosi a Roma, si è occupato dello studio del sistema economico-sociale della politica cinese. Conferma il proprio seggio alla Camera anche alle elezioni politiche del 1963 e poi a quelle del 1968. Legato a Livio Labor, nel 1971 lo seguì uscendo dalla DC per aderire al Movimento Politico dei Lavoratori e successivamente al PSI.
Ha anche collaborato a varie redazioni giornalistiche tra il 1970 e il 1991, pubblicando un proprio volume sugli approfondimenti di cui si è occupato dal titolo Speranze e tensioni dopo Tienanmen - Un'immagine della Cina moderna. 
Muore a Roma, all'età di 70 anni, nel dicembre 1995.